# Faith Dillon
Faith Dillon (23 de junio de 2002) es una deportista estadounidense que compite en taekwondo. Ganó tres medallas en el Campeonato Panamericano de Taekwondo entre los años 2021 y 2024.

## Palmarés internacional
| Campeonato Panamericano | Campeonato Panamericano      | Campeonato Panamericano | Campeonato Panamericano |
| Año                     | Lugar                        | Medalla                 | Categoría               |
| ----------------------- | ---------------------------- | ----------------------- | ----------------------- |
| 2021                    | Cancún (México)              | Medalla de bronce       | –57 kg                  |
| 2022                    | Punta Cana (Rep. Dominicana) | Medalla de bronce       | –62 kg                  |
| 2024                    | Río de Janeiro (Brasil)      | Medalla de oro          | –57 kg                  |